# 三井住友トラスト・カード
三井住友トラスト・カード株式会社（みついすみともトラストカード）は、三井住友信託銀行の連結子会社で、主に同行の顧客を対象にクレジットカード事業を営む株式会社である。

## 概要
住友信託銀行、中央三井信託銀行、中央三井アセット信託銀行の合併による三井住友信託銀行発足と歩調を合わせ、住信の連結子会社であった「住信カード株式会社」と中央三井信の連結子会社であった「中央三井カード株式会社」が前者を存続会社として合併し、現商号に変更した。
2013年1月現在は統合前の各前身会社の流れを汲み、VJA・オムニカード協会のブラザーカンパニーとして発行する「VISA/MasterCard」、ジェーシービーのフランチャイジーとして発行する「JCB」、UCカードのブラザーズカンパニーとして発行する「UC」（VISA/MasterCard）の3ブランドを取り扱ったが、JCB事業は2013年（平成25年）8月15日を以って終了し、翌8月16日以降ジェーシービーに移管した。またUCカード事業についても個人向けのカード更新については2017年1月までに終了し、法人向けのみ継続する予定が一度発表されたが、方針を転換し、個人向けのカード更新も引き続き行うことが2016年11月30日に発表され、その後、2017年4月10日付でにUCカード事業をユーシーカード（加盟店事業など）・クレディセゾン（発行）に全面譲渡することが2016年12月20日に発表された。
VISAブランドも発行する三井住友トラストクラブとは別法人である（こちらは、日本でダイナースクラブを発行する企業で、元は、シティグループから経営移譲を受けた法人となる）。
2025年10月を目途に、同じ三井住友信託銀行傘下の三井住友トラストクラブとの経営統合（三井住友トラスト・カードが三井住友トラストクラブを吸収合併し商号を「三井住友トラストクラブ」に変更）を予定している。

## 前身

### 住信カード
1983年6月24日、旧:住友信託銀行系のクレジットカード会社「住信カード株式会社」として設立。VISAジャパン協会へ加盟し、ブラザーカンパニーとして住信VISAカードの発行を開始。
企業キャッチとして「お役に立ちます世界カード」や「世界が認めた信頼のステイタス」を掲げていた。
VJAグループにおいては中核である三井住友カード株式会社程にはシェアが高くはなかったものの、厳格な審査により与信限度額が高いとされ、一定のステータス性を保っていた。
旧:住信と提携したサービスである「住信VISAポイントクラブ」の特典の一つである「住信VISAポイントクラブカード」は、住信VISAカードより年会費が安く利便性が高い。また、株式会社朝日新聞社のアスパラクラブの会員に対しても年会費の安いカード発行を行い、その後朝日新聞社のサービス改定により同社のデジタル会員向けカードとして引き続き発行している。
後にオムニカード協会へも加盟し住信マスターカードを発行している。

### 中央三井カード
1984年3月22日、旧中央信託銀行系のクレジットカード会社「中央カードサービス株式会社」として設立。ミリオンカード(MC)グループへ加盟し、「中央ミリオンカード」の発行を開始（後に「中央UFJカード」へ名称変更）。1999年7月1日、旧三井信託銀行系のクレジットカード会社「三井信カード株式会社」を吸収合併、JCBカード及びUCカード事業を承継の上、商号を「中央三井カード株式会社」に変更。併せてカード名もそれぞれ「中央三井UFJカード」「中央三井JCBカード」「中央三井UCカード」へと変更された。
2010年には旧UFJブランドがUCブランドへ強制移行となり、UFJカードの新規申込が停止された。

## 加盟団体
- 社団法人日本クレジット協会
- 日本クレジットカード協会
- 日本貸金業協会

## 脚註
1. 1 2  三井住友トラスト・カード株式会社 第41期決算公告
2. ↑  2015年現在、MasterCardはUCカードのみ新規発行を受け付け、オムニカードは既会員の更新のみ取り扱う。
3. ↑  『JCBクレジットカード事業の承継に関するご案内』（プレスリリース）三井住友トラストカード、2013年9月19日。
4. ↑  『ＪＣＢカード（旧三井住友トラストＪＣＢカード）会員の皆様へ』（プレスリリース）三井住友トラストカード、2013年8月16日。
5. ↑  『三井住友トラストＵＣカード会員の皆様へ』（プレスリリース）三井住友トラストカード、2017年4月11日。
6. ↑  2017年にはクレディセゾンとユーシーカードの提携見直しにより、発行もプロバーカードはユーシーカードとクレディセゾンの両方が行うことになり、2019年には提携を解消している。
7. ↑  『三井住友信託系のカード２社が統合　「ダイナース」は存続』 2025/04/02 日本経済新聞 朝刊  8面